# Квінбі (Південна Кароліна)
Квінбі (англ. Quinby) — місто (англ. town) в США, в окрузі Флоренс штату Південна Кароліна. Населення — 915 осіб (2020).

## Географія
Квінбі розташоване за координатами 34°13′41″ пн. ш. 79°44′7″ зх. д. / 34.22806° пн. ш. 79.73528° зх. д. (34.228023, -79.735292).  За даними Бюро перепису населення США в 2010 році місто мало площу 3,49 км², уся площа — суходіл.

## Демографія
Згідно з переписом 2010 року, у місті мешкали 932 особи в 370 домогосподарствах у складі 262 родин. Густота населення становила 267 осіб/км².  Було 400 помешкань (115/км²).
Расовий склад населення:
| - 68,3 % — чорних або афроамериканців - 29,8 % — білих - 0,1 % — азіатів |

До двох чи більше рас належало 1,6 %. Частка іспаномовних становила 0,3 % від усіх жителів.
За віковим діапазоном населення розподілялося таким чином: 22,4 % — особи молодші 18 років, 57,9 % — особи у віці 18—64 років, 19,7 % — особи у віці 65 років та старші. Медіана віку мешканця становила 45,6 року. На 100 осіб жіночої статі у місті припадало 91,4 чоловіків;  на 100 жінок у віці від 18 років та старших — 87,3 чоловіків також старших 18 років.
Середній дохід на одне домашнє господарство  становив 73 384 долари США (медіана — 64 115), а середній дохід на одну сім'ю — 83 521 долар (медіана — 78 618). За межею бідності перебувало 3,0 % осіб, у тому числі 3,3 % дітей у віці до 18 років та 5,6 % осіб у віці 65 років та старших.
Цивільне працевлаштоване населення становило 637 осіб. Основні галузі зайнятості: освіта, охорона здоров'я та соціальна допомога — 35,3 %, транспорт — 9,6 %, роздрібна торгівля — 9,1 %.